# (525) Adelaide
(525) Adelaide ist ein Asteroid des Hauptgürtels, der am 21. Oktober 1908 von Joel H. Metcalf entdeckt wurde.
Benannt wurde der Asteroid nach Queen Adelaide, der Königsgemahlin des britischen Königs Wilhelm IV.
Ursprünglich wurde dieser Name für den am 14. März 1904 von Max Wolf entdeckten Asteroiden A904 EB genutzt. Da dieser Asteroid aber nicht mehr wiedergefunden werden konnte, wurde der Name neu vergeben. Erst 1958 wurde festgestellt, dass der von Max Wolf 1904 beschriebene Asteroid am 3. Oktober 1930 erneut entdeckt wurde. Er erhielt den Namen (1171) Rusthawelia.